# Aeroporto de Pastos Bons
O Aeroporto de Pastos Bons é um aeroporto brasileiro que fica localizado na margem esquerda da BR-230 no município de Pastos Bons, no Maranhão. Encontra-se a 1103 km de Brasília e a 1903 km de São Paulo (capital). Sua pista possui 1220 metros em terra e é sinalizada. 